# Asger Jorn
Asger Jorn (Vejrum, Jutlàndia, 3 de març de 1914 - Århus, 1 de maig de 1973) va ser un artista danès. El seu nom autèntic era Asger Oluf Jørgensen. Era germà de Jørgen Nash que també va ser un artista.
El 1936 va arribar a París per a incorporar-se a l'Acadèmia contemporània de Fernand Léger. Durant l'ocupació nazi de Dinamarca, Jorn va ser un comunista actiu dins de la resistència i va participar en el grup artístic H. Després del final de l'ocupació, les possibilitats de lliure pensament crític en el mitjà comunista es van tornar més limitades, a causa de l'autoritat política, més centralitzada. Jorn ho va trobar inacceptable i va trencar amb el Partit comunista danès encara que va seguir sent comunista tota la seva vida.
Va ser un dels fundadors del moviment artístic CoBrA. Va ser motor en la fusió del MIBI (en el qual participava) amb la Internacional Lletrista i el Comitè psicogeogràfic de Londres, que va formar la Internacional Situacionista.
El 1961, va abandonar la Internacional Situacionista per a fundar l'Institut Escandinau de Vandalisme Comparat. El seu sistema filosòfic, o Triolectics, va donar lloc al naixement d'una manifestació pràctica pel desenvolupament del futbol a tres bandes.
A l'ocasió del centenari del naixement de l'artista el Museu Jorn a Silkeborg va organitzar primer campionat mundial del futbol a tres bandes el 24 de maig del 2014. Èquips de vuit països europeus hi van participar.